# Sealyham terrier
El Sealyham Terrier es una raza poco común que proviene de Gales. Es un terrier de pequeño a mediano tamaño que se originó como perro de trabajo.

## Historia y orígenes
La raza fue desarrollada entre 1850 y 1891 por el capitán John Edwardes, en Sealyham House, cerca de Wolfscastle en el condado galés de Pembrokeshire. Originalmente, la raza fue utilizada para el control de plagas (roedores y ratas), la caza menor —particularmente de los tejones a los que hacía salir de sus madrigueras.
El Corgi galés de Cardigan, el Fox terrier de pelo duro y el ya extinto Terrier inglés blanco jugaron un papel importante en la conformación del Sealyham, aunque Edwardes no guardó registros. Él quería un perro pequeño blanco con una mandíbula fuerte, y una capa de pelo dura. El manto blanco fue particularmente apreciado, ya que significaba que el cazador en el campo podría distinguir a los perros de la presa. Edwardes sacrificaba a los perros débiles, y solo criaba a los más fuertes. Después de la muerte de Edwardes en 1891, otros criadores comenzaron a trabajar con el Sealyham, incluyendo a Fred Lewis, que fue quien promovió a la raza.
El perro fue mostrado por primera vez en 1903, y el Sealyham Terrier Club fue creado en el año 1908, la raza fue reconocida oficialmente por el Kennel Club en 1911. Durante las primeras etapas de su reconocimiento, la raza fue conocida alternativamente como el «Border Terrier galés», o el «Terrier Cowley». El American Sealyham Terrier Club fue fundado en 1913.
Durante los años 1920 y 1930, Sir Jocelyn Lucas utilizó a los perros para cazar tejones, que por lo general reubicaba. Durante esa época también utilizó al Sealyham para cazar nutrias, armiños y ardillas. Pero decidió que quería un perro de caza mejor que el Sealyham, que era criado para muestra o exhibición, así que cruzó a los perros con el Terrier de Norfolk. Esto dio lugar a una raza no-reconocida de perro que él llamó el «Lucas Terrier», al que calificó como «el terror de las ratas y de los conejos.»

### Raza en declive
A raíz de la Primera Guerra Mundial, aumentó en popularidad ya que se le asoció con estrellas de Hollywood y miembros de la familia real británica. Desde entonces, su número ha disminuido considerablemente a un mínimo histórico que se registró en 2008, cuando sólo 43 cachorros fueron inscritos en el Reino Unido. Esta disminución ha sido atribuida a la afluencia de las llamadas razas de «perros de diseño», y a la reducción de la utilidad del Sealyham como un perro de trabajo.
Debido a esto, existe la preocupación en el Reino Unido de que la raza podría extinguirse en un futuro. Es por ello que el Kennel Club ha puesto a la raza del Sealyham terrier dentro de la categoría Razas nativas vulnerables, en un intento por reavivar el interés del público en general por la raza y evitar su posterior desaparición.

## Apariencia
De acuerdo al estándar tiene un cuerpo más largo que alto, sin llegar a ser cuadrado. Resulta robusto al poseer mucho en muy poco volumen. De porte elegante y distinguido, es un perro de exposición. Con una altura media de unos 30 cm. hasta la cruz y un peso que oscila entre los 8 y los 9 kg. Su cráneo es ancho, con un hocico largo y de formas cuadradas (de aspecto ovalado si se ve desde un costado), a continuación, un cuello largo, fornido y grueso. Las extremidades, tanto las anteriores como las posteriores, son potentes, musculosas y fuertes. La capa de pelo externo es larga y dura, con una textura muy parecida a la del estropajo. Los colores presentes en esta raza son: el blanco total o con manchas de distintos colores en la cabeza y las orejas.

## Temperamento
Aunque son felices en compañía de otros, también estarán bien si se dejan solos. Los Sealyham son adecuados tanto para la ciudad como para el campo. Pueden ser obstinados, vocales (ladridos), y ruidosos, pero también son vigorosos, vivaces e intrépidos con una personalidad que derrocha simpatía. Aparte de ser perros de compañía, leales a su familia humana, también pueden ser entrenados como perros de trabajo, en particular son excelentes perros ratoneros. Se les puede enseñar desde cachorros a llevarse bien con otros animales, incluyendo gatos y pájaros.
Harry Parsons, describió a sus Sealyhams así: «Son grandes compañeros, y la forma que tienen de relacionarse con sus dueños es casi mágica. Mantengo seis dentro de mi casa, y si alguien llama sobre una infestación y pide que vayamos para cazar a los ratones, ellos lo saben de inmediato y están fuera en la puerta en una milésima de segundo. Si se entrenan, aprenden a recuperar presa también. Harán cualquier cosa por complacer.»

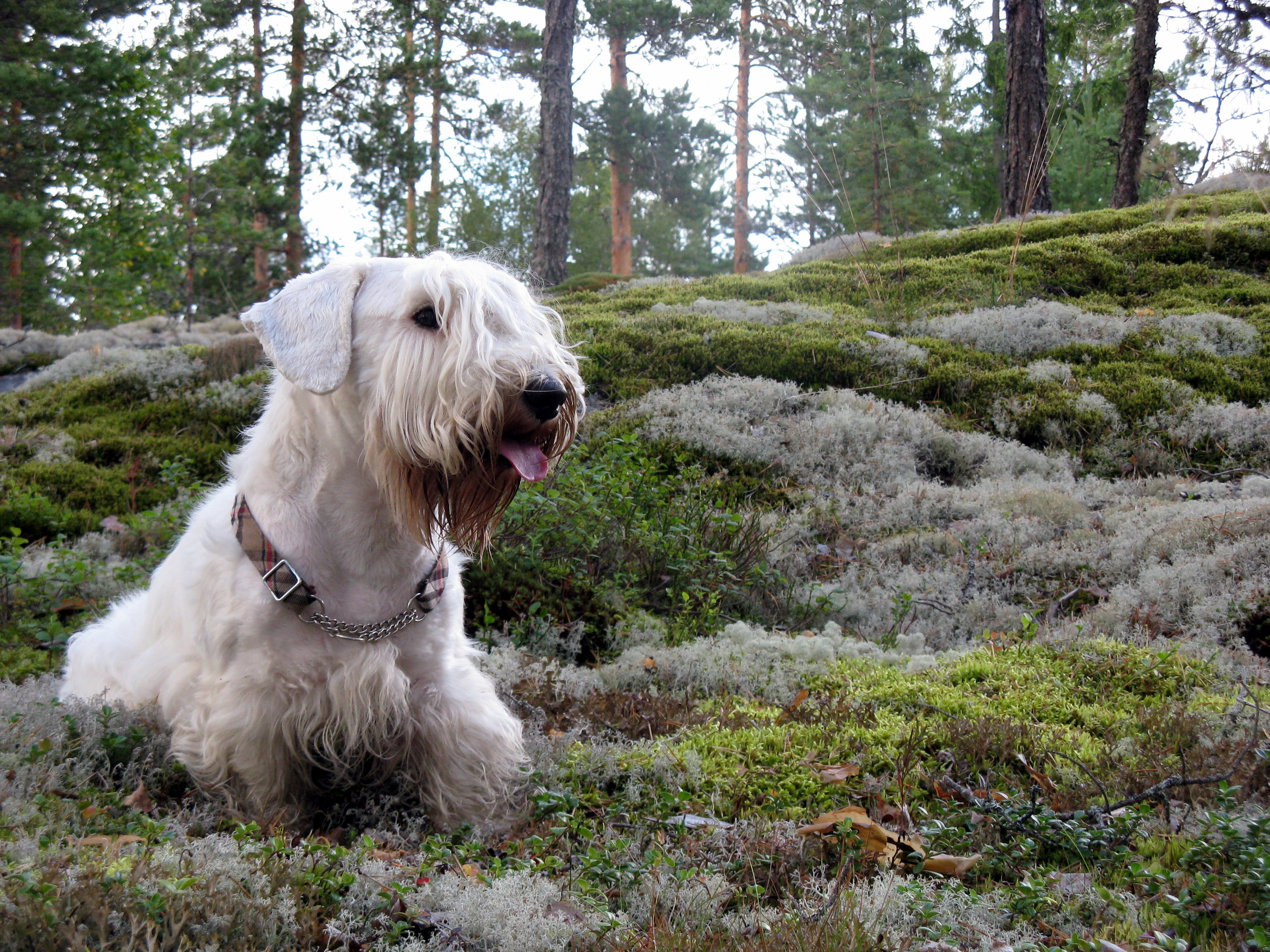
El Sealyham Terrier puede ser un magnífico perro caza-ratones

## Salud
El Sealyham es una raza resistente con pocos problemas de salud específicos. Los dos problemas principales hereditarios puestos en relieve por la American Sealyham Terrier Club son: mielopatía degenerativa canina (MDC) y una enfermedad ocular llamada luxación del cristalino, para lo que existen pruebas de ADN.
La MDC es una degeneración de la médula espinal, en los perros viejos puede conducir a un estado «parapléjico» haciendo al perro perder el uso de sus patas traseras.
La luxación del cristalino es una condición en la que el cristalino se sale de su posición en el globo ocular, debido al debilitamiento del  ligamento suspensorio del cristalino que lo mantiene en su lugar. Esto, a su vez, bloquea el flujo de los fluidos en el ojo, lo que lleva a un aumento doloroso de la presión intraocular glaucoma y, a menudo con daño irreparable del nervio óptico, lo que lleva a la pérdida del campo visual y posterior ceguera.
Hasta noviembre de 2011, el Kennel Club no ha destacado alguna inquietud específica sobre la salud de la raza para los jueces de las exposiciones de conformación. Debido a los números bajos de la raza, dos de los problemas más comunes que enfrentan los perros de esta raza son: el efecto fundador, y el problema general de la diversidad genética dentro de la raza.
El promedio de vida del Sealyham Terrier es de alrededor de 12.3 años.

### Cuidados
Debido al color blanco o claro de su pelo, habrá que prestar especial atención a las áreas alrededor de los ojos y el hocico, cuidando de limpiarlas regularmente para evitar que adquieran un tono café parduzco. Su pelaje es duro y puede necesitar —una o dos veces al año— ser atendido utilizando la técnica del stripping o pelado a mano (retirar de forma manual el pelo muerto), por lo que quizá haya que visitar al peluquero canino.